# Ik kan het niet alleen
Ik kan het niet alleen is een nummer van de Nederlandse band De Dijk. Het is de eerste single van hun vijfde studioalbum Niemand in de stad uit 1989. De single was op vrijdag 7 april 1989 tevens de 1000ste Alarmschijf bij Veronica op Radio 3.
Ondanks dat de single de 18e positie behaalde in de Nederlandse Top 40 en de 20e positie in de Nationale Hitparade Top 100, werd de plaat "Ik kan het niet alleen" toch één van de bekendste van De Dijk, en wordt de plaat tot op de dag van vandaag nog door veel radiostations gedraaid.
In België werd de plaat destijds wel regelmatig op de radio gedraaid, maar behaalde desondanks géén notering in zowel de voorloper van de Vlaamse Ultratop 50 als de Vlaamse Radio 2 Top 30.

## NPO Radio 2 Top 2000
| Nummer met noteringen in de NPO Radio 2 Top 2000 | '99 | '00 | '01 | '02 | '03 | '04 | '05 | '06 | '07 | '08 | '09 | '10 | '11 | '12 | '13 | '14 | '15 | '16 | '17 | '18 | '19 | '20 | '21 | '22 | '23 | '24 |
| ------------------------------------------------ | --- | --- | --- | --- | --- | --- | --- | --- | --- | --- | --- | --- | --- | --- | --- | --- | --- | --- | --- | --- | --- | --- | --- | --- | --- | --- |
| Ik kan het niet alleen                           | 591 | 466 | 733 | 483 | 374 | 479 | 432 | 322 | 413 | 389 | 392 | 323 | 266 | 431 | 530 | 528 | 630 | 565 | 635 | 625 | 545 | 527 | 507 | 407 | 520 | 474 |

1. ↑  Een vetgedrukt getal geeft de hoogste notering aan.